# Friedrichsthal (Saar)
Friedrichsthal is een stad in de Duitse deelstaat Saarland, en maakt deel uit van het Regionalverband Saarbrücken.
Friedrichsthal telt 9.999 inwoners.
Friedrichsthal ·
Großrosseln ·
Heusweiler ·
Kleinblittersdorf ·
Püttlingen ·
Quierschied ·
Riegelsberg ·
Saarbrücken ·
Sulzbach ·
Völklingen